# Mormaço
Mormaço é um município brasileiro do estado do Rio Grande do Sul.